# Jüdischer Friedhof (Žamberk)
Koordinaten: 50° 5′ 12,3″ N, 16° 27′ 34,5″ O

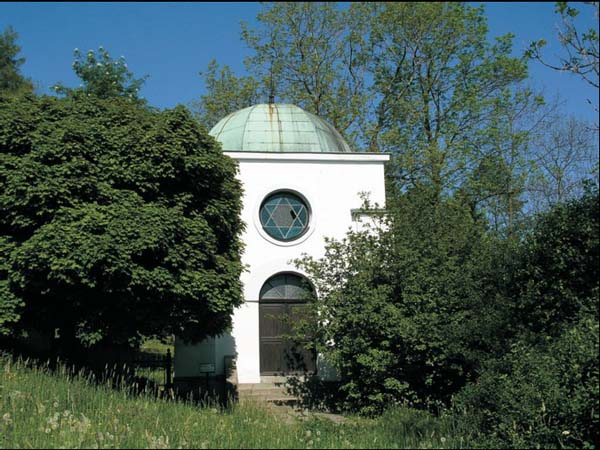
Trauerhalle auf dem jüdischen Friedhof in Senftenberg

Der Jüdische Friedhof Žamberk ist ein jüdischer Friedhof in der tschechischen Stadt Žamberk (deutsch: Senftenberg in Böhmen). Der Friedhof ist seit 1992 ein geschütztes Kulturdenkmal.
Wahrscheinlich wurde der Friedhof im 17. Jahrhundert angelegt. Aus den Jahren 1731 bis 1941 sind etwa 230 Grabsteine erhalten. Der Friedhof wurde während der Besetzung durch die Nationalsozialisten zerstört. In den 1990er Jahren wurde eine Gesamtrekonstruktion einschließlich des Zeremoniensaales aus dem Jahr 1932 vorgenommen. In diesem Gebäude wird die Ausstellung Leben der jüdischen Gemeinde in Žamberk gezeigt. Eigentümer ist die Jüdische Gemeinde in Prag.